# Цан'юань-Васький автономний повіт
23°09′02″ пн. ш. 99°14′57″ сх. д. / 23.15069° пн. ш. 99.24928° сх. д.
Цан'юань-Васький автономний повіт (кит. 沧源佤族自治县, пін. Cāngyuán Wăzú Zìzhìxiàn) — один із повітів КНР у складі префектури Ліньцан, провінція Юньнань. Адміністративний центр — містечко Мендун.

## Географія
Цан'юань-Васький автономний повіт лежить на півдні префектури в горах Ава (англ. Awa mountains).

### Клімат
Повіт знаходиться у зоні, котра характеризується океанічним кліматом субтропічних нагір'їв. Найтепліший місяць — червень із середньою температурою 21,9 °C. Найхолодніший місяць — січень, із середньою температурою 11,3 °С.
| Клімат повіту Цан'юань-Ва | Клімат повіту Цан'юань-Ва | Клімат повіту Цан'юань-Ва | Клімат повіту Цан'юань-Ва | Клімат повіту Цан'юань-Ва | Клімат повіту Цан'юань-Ва | Клімат повіту Цан'юань-Ва | Клімат повіту Цан'юань-Ва | Клімат повіту Цан'юань-Ва | Клімат повіту Цан'юань-Ва | Клімат повіту Цан'юань-Ва | Клімат повіту Цан'юань-Ва | Клімат повіту Цан'юань-Ва | Клімат повіту Цан'юань-Ва |
| Показник                  | Січ.                      | Лют.                      | Бер.                      | Квіт.                     | Трав.                     | Черв.                     | Лип.                      | Серп.                     | Вер.                      | Жовт.                     | Лист.                     | Груд.                     | Рік                       |
| Середній максимум, °C     | 20,9                      | 22,9                      | 26,1                      | 27,8                      | 27,6                      | 26,5                      | 25,6                      | 26,6                      | 26,7                      | 25,5                      | 22,9                      | 20,7                      | 25                        |
| Середня температура, °C   | 11,3                      | 12,9                      | 16,1                      | 19,0                      | 20,9                      | 21,9                      | 21,6                      | 21,7                      | 21,0                      | 19,1                      | 15,4                      | 12                        | 17,7                      |
| Середній мінімум, °C      | 4,9                       | 5,3                       | 8,1                       | 12,4                      | 16,3                      | 19,1                      | 19,3                      | 19,0                      | 17,9                      | 15,6                      | 11,2                      | 7,1                       | 13                        |
| Норма опадів, мм          | 11.9                      | 18.6                      | 22.0                      | 65.9                      | 180.2                     | 327.3                     | 347.1                     | 290.9                     | 217.9                     | 159.9                     | 84.4                      | 21.1                      | 1747.2                    |
| Вологість повітря, %      | 78                        | 73                        | 68                        | 72                        | 80                        | 87                        | 89                        | 89                        | 88                        | 87                        | 85                        | 83                        | 81.6                      |
| ------------------------- | ------------------------- | ------------------------- | ------------------------- | ------------------------- | ------------------------- | ------------------------- | ------------------------- | ------------------------- | ------------------------- | ------------------------- | ------------------------- | ------------------------- | ------------------------- |
| Джерело: data.cma.cn      |                           |                           |                           |                           |                           |                           |                           |                           |                           |                           |                           |                           |                           |